# Борба (новине)
Борба је независан политички и друштвени лист који је 1922. године покренула Комунистичка партија Југославије.

## Историја
Први број је изашао 19. фебруара 1922. године у Загребу. Име је добила према истоименом часопису који је пре Првог светског рата излазио у Србији као гласило Српске социјалдемократске партије, једне од странака од које је настала КПЈ.
Ђуро Цвијић је, заједно са Камилом Хорватином, био уредник „Борбе” од њеног покретања 1922. године. У том тренутку је КПЈ била забрањена од власти тадашње Краљевине Југославије. Од 1924. године уредник Борбе је био Владимир Ћопић, који је убрзо због писања против власти и поретка ухапшен.
Само у 1928. години, од 106 бројева Борбе, чак 52 су била забрањена. Ђуро Цвијић је 1928. године ухапшен и суђен као главни уредник „Борбе”. Против њега су подигнуте 32 оптужбе (оптужница је имала укупно 200 страница). Он је због чланака писаних у „Борби” осуђен на две и по године затвора.
Огњен Прица је уређивао Борбу од 1928. године. Лист је забрањен 13. јануара 1929. године, после увођења Шестојануарске диктатуре.
Поново је излазио током Другог светског рата у ослобођеном Ужицу, од 19. октобра до 27. новембра 1941. године и у Босанској крајини од 1. октобра 1942. до 27. фебруара 1943. године. Штампала се у селу Дринићу.
После ослобођења Београда, 15. новембра 1944. године почео је поново да излази као дневни лист, а од 22. октобра 1948. године у Загребу, као орган КПЈ (СКЈ).
У Борби су између осталих као уредници, односно главни уредници или директори учествовали: Златко Шнајдер, Владимир Чопић, Иван Крндељ, Огњен Прица, Јосип Краш, Веселин Маслеша, Маријан Стилиновић, Пуниша Перовић, Вељко Влаховић, Влајко Беговић, Лазар Мојсов, Мома Марковић, Владимир Дедијер, Здравко Чолић и Димитрије Бајалица.
Од 9. јуна 1954. Борба је орган ССРНЈ (Социјалистичког савеза радног народа Југославије), када је КПЈ формално препустила контролу. Успркос томе је и даље задржала статус најутицајнијег и најчитанијег листа у држави.
Борба је свој положај изгубила 1960-их, када се почињу профилирати засебне медијске куће у југословенским републикама и покрајинама, а чији се читатељи окрећу локалним, односно републичким новинама - пре свега београдској Политици, загребачком Вечерњем листу, сарајевском Ослобођењу, љубљанском Делу. Борба након тога почиње преживљавати пре свега од државних субвенција, односно од обавезних претплата у државним и парадржавним институцијама (укључујући гарнизоне ЈНА).
Лист је одликован Орденом заслуге за народ са златном звездом и Орденом братства и јединства са златним венцем.

## Гашење Борбе
Осамдесетих година Борба губи политички углед, па самим тим и финансијска средства. Тако осиромашена више није имала раскошну екипу дописника из света, скупе додатке у колору и сличне садржаје на којима су други градили престиж, али је зато окупила новинаре способне да сагледају све извесније глобалне промене. Постајало је јасно да модел југословенске државне заједнице засноване на идеологији једне партије престаје да постоји. Новинари Борбе о томе су отворено писали, замерајући се тиме и заговорницима државне заједнице и пробуђеном национализму који је водио у сукобе и ратове. Тако су уочи католичког Божића 1994. снаге под контролом врха тадашње власт током ноћи упале у редакцију и проглашена је принудна управа. Готово цела редакција одбила је да се потчини наметнутој управи и сви су добили отказе.
Борба је приватизована крајем 2008. године и први редизајнирани број изашао је 15. јануара 2009. године. Под новим руководством, на чијем је челу био нови власник и главни уредник Иван Радовановић, Борба је излазила неколико месеци и током 2009. године, после 87 година постојања, лист је угашен. На сајту Универзитетске библиотеке „Светозар Марковић” налазе се нека дигитализована годишта „Борбе”.

### Наша БорбаиДанас
Убрзо по проглашењу принудне управе основан је лист Наша Борба. Иза њега су стајали некадашњи новинари Борбе уз подршку једног предузетника. Међутим, та подршка је убрзо изостала, па су некадашњи новинари Борбе 1997. године основали лист Данас, који и данас постоји.

### Нови дневни листБорба
Године 2020, 11 година по гашењу дневног листа Борба, покренут је часопис истог имена — Борба, који  се пре свега бави културом, образовањем, модом, традицијом и туризмом.

## Културна мисијаБорбе
У дневним новинама Борба стасали су многи цењени новинари. Осим тога, Издавачка кућа "Борба" покренула је на десетине штампаних издања, од часописа за децу Кекец до Вечерњих Новости и дневног листа Спорт, који је деценијама био једини спортски дневник у некадашњој Југославији. Међу бројним новинарима и дописницима Борбе били су и Добрица Ћосић, Милош Црњански, Иво Андрић, Слободан Глумац, Богдан Тирнанић, Бранко В. Радичевић, Слободан Селенић и многи други.
У Борби је зачета идеја о покретању Атељеа 212, када су се представе играле у сали за одржавање састанака у приземљу зграде, која је преко дана служила за састанке, а увече за позорницу у коју је могло да стане тачно 212 столица. Група новинара је у згради Борбе 1970. године покренула радио станицу Студио Б.